# Mediaite
Mediaite es un sitio web de noticias que se centra en la política y los medios de comunicación. Fundada por Dan Abrams, es parte de Abrams Media Network.

## Contenido
El sitio web se centra en la política y los medios de comunicación. The New York Times ha descrito el sitio como «un blog que narra el mundo de los medios de comunicación chismosos» y The Washington Post lo describe como centrado en «la intersección de los medios y la política».

## Historia
Mediaite fue fundada por Dan Abrams a mediados de 2009.
Para el mes de enero de 2017, Mediaite alcanzó los 11,8 millones de visitantes únicos.
Los escritores de Mediaite han incluido a Noah Rothman, Philip Bump, Joe Concha, y Tina Nguyen.
En junio de 2019, Mediaite, junto con su sitio hermano Law & Crime, The Raw Story y AlterNet, de tendencia izquierdista, y los sitios conservadores The Daily Caller y The Washington Free Beacon, formaron una coalición de sitios de noticias políticas para ofrecer a los especialistas en marketing paquetes publicitarios dirigidos a lectores interesados en política. La Alianza tiene como objetivo atraer ingresos publicitarios hacia «editores políticos de tamaño mediano» en contraposición a las empresas de tecnología más grandes, como Facebook y Google.
Cada diciembre, Mediaite publica una lista anual de las 75 personas más influyentes en los medios de comunicación.